# 豊真線
豊真線（ほうしんせん）は、かつて樺太豊栄郡豊北村の小沼駅から真岡郡真岡町の手井駅までを結んでいた鉄道省の鉄道路線である。
現在はロシア鉄道の鉄道路線となっている。

## 路線データ
- 路線距離：76.2km
- 全線単線
- 軌間：1067mm
- ループ線：宝台駅 - 池ノ端駅間（宝台ループ線）
- 電化区間：なし（全線非電化）

## 歴史
- 1921年（大正10年） - 樺太庁により、樺太東線と樺太西線を結ぶために、豊原駅 - 手井駅間の工事を開始し、敷設された。
- 1925年（大正14年）10月1日 - 樺太庁鉄道豊原駅 - 鈴谷駅開通。西久保駅、鈴谷駅新設[1]。
- 1926年（大正15年）11月15日 - 逢坂駅 - 手井駅間開通。逢坂駅・二股駅、宝台信号場新設[1]。
- 1928年（昭和3年）9月3日 - 鈴谷駅 - 逢坂駅間開通により、全線開通。奥鈴谷駅・瀧ノ沢駅・中野駅・清水駅・池ノ端駅新規開業[1]。
- 1933年（昭和8年）1月15日 - 宝台信号場を宝台駅に格上げ。
- 1943年（昭和18年）4月1日 - 樺太の内地編入にともない、樺太庁から鉄道省に移管[2]。
- 1945年（昭和20年）
  - 7月15日 - 小沼駅 - 西小沼信号場 - 奥鈴谷駅間開通[3]。豊原駅 - 奥鈴谷駅間廃止[4]。西久保駅と鈴谷駅が廃止となる。豊原駅起点から、小沼駅起点に変更。小沼駅 - 西小沼信号場間は川上線と線路を共用。
  - 8月 - ソ連軍が南樺太へ侵攻、占領し、全線がソ連軍に接収される。
- 1946年（昭和21年）
  - 2月1日 - 日本の鉄道路線としては、書類上廃止（3月22日に日付を遡及する形で実施）[5]。
  - 4月1日 - ソ連国鉄に編入。
- 1996年
  - 9月4日：宝台ループ線区間が廃止。
- 2019年
  - 9月1日：ユジノサハリンスク駅 - ダーリニエ駅間が1520mmに改軌。

## サハリンの東西連絡
ループ線区間の廃止後はアルセンチエフカ - イリインスク間を結ぶ路線（真久線）がサハリンの東西を結ぶ唯一の鉄道路線である。

## 運行形態
- 手井駅から、樺太西線へ直通運転を行い、北真岡駅へ乗り入れていた。

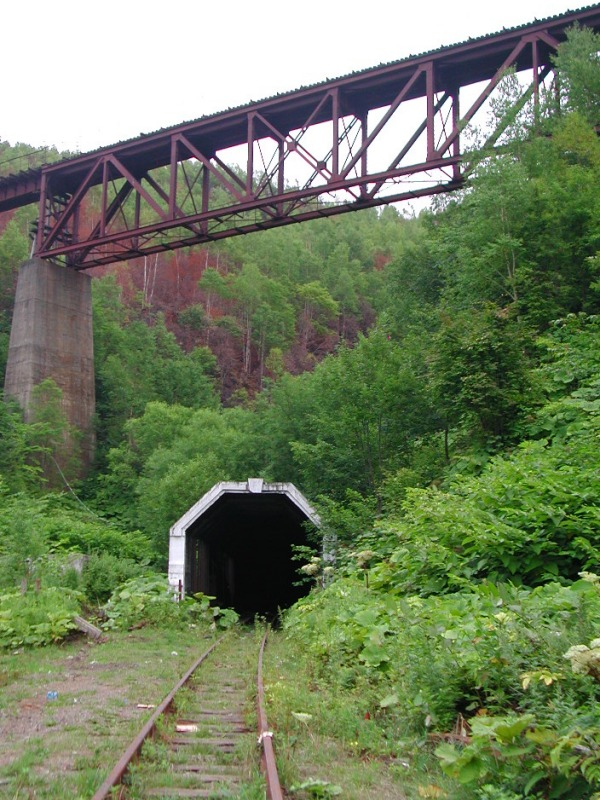
豊真線ループ跡。トンネルを入り、時計回りに1回転して上の橋につながる（2003年8月7日撮影）

## 駅一覧
| 駅名         | 営業キロ | 接続路線                      | 所在地 | 所在地 | 所在地 |
| ------------ | -------- | ----------------------------- | ------ | ------ | ------ |
| 小沼駅       | 0.0      | 運輸通信省： 樺太東線・川上線 | 樺太   | 豊栄郡 | 豊北村 |
| 西小沼信号場 | 2.6      | 川上線との施設上の分岐点      | 樺太   | 豊栄郡 | 豊北村 |
| 奥鈴谷駅     | 8.6      |                               | 樺太   | 豊栄郡 | 豊北村 |
| 瀧ノ沢駅     | 22.0     |                               | 樺太   | 真岡郡 | 清水村 |
| 中野駅       | 34.9     |                               | 樺太   | 真岡郡 | 清水村 |
| 清水駅       | 40.2     |                               | 樺太   | 真岡郡 | 清水村 |
| 逢坂駅       | 45.0     |                               | 樺太   | 真岡郡 | 清水村 |
| 二股駅       | 52.4     |                               | 樺太   | 真岡郡 | 清水村 |
| 宝台駅       | 61.5     |                               | 樺太   | 真岡郡 | 真岡町 |
| 池ノ端駅     | 70.7     |                               | 樺太   | 真岡郡 | 真岡町 |
| 手井駅       | 76.2     | 運輸通信省：樺太西線          | 樺太   | 真岡郡 | 真岡町 |

1945年7月15日廃止線
| 駅名     | 営業キロ | 接続路線              | 所在地 | 所在地 | 所在地 |
| -------- | -------- | --------------------- | ------ | ------ | ------ |
| 豊原駅   | 0.0      | 運輸通信省： 樺太東線 | 樺太   | 豊原市 | 豊原市 |
| 西久保駅 | 5.2      |                       | 樺太   | 豊原市 | 豊原市 |
| 鈴谷駅   | 9.9      |                       | 樺太   | 豊栄郡 | 豊北村 |
| 奥鈴谷駅 | 16.2     |                       | 樺太   | 豊栄郡 | 豊北村 |